# 유강진
유강진(柳江津, 1942년 11월 23일 ~ )은 대한민국의 성우이다. 1960년 연극 배우로 활동하다가 동국대학교 철학과를 입학하였다. 1964년 TBC 공채 1기 성우로 입사하였으며, 1980년 언론 통폐합으로 현재는 KBS 7기로 분류된다. 한국방송 성우극회 소속이다.

## 학력
- 동국대학교 철학과

## 인물 소개
숀 코너리역으로 매우 유명하다. 현역으로는 국내 최고참 성우이며, 짱구로 유명한 박영남보다 선배이기도 하다. 2016년 슈퍼전대 시리즈에 《파워레인저 닌자포스》에 출연해서 박영남과 더불어서 가장 경력이 오래된 성우가 되었다.

## 출연작품

### 애니메이션
- 더 파이팅(투니버스) - 백강호
- 디지몬 세이버즈(챔프) - 유진욱, 해설, 쥬레이몬
- 레미제라블 소녀 코제트(챔프) - 장 발장
- 명탐정 코난(투니버스)
- 몬스터(투니버스) - 라이히와인
- 쁘띠쁘띠 뮤즈(KBS) - 베이비 조
- 서몬마스터즈 블루드래곤(챔프) - 국왕, 원조호메론
- 세계명작동화(EBS) - '헤라클레스'편 헤르메스 / '수링의 전설'편 수링의 할아버지 / '타잔'편 포터 교수
- 수퍼우주탐험대(EBS) - 해설
- 신비아파트: 고스트볼의 비밀(투니버스) - 신
- 영혼기병 라젠카(투니버스) - 짜라스트로
- 유니크론과 변신로보트(KBS) - 메가트론, 갈바트론
- 이누야샤 완결편(챔프) - 약로독선
- 탐정학원 Q(투니버스) - 단
- 팬다와 친구들의 모험(투니버스) - 아빠 팬다
- 흑집사(애니박스) - 다나카
  - 흑집사 스페셜(애니박스) - 다나카

### 극장용 애니메이션
- 라이온 킹 - 무파사
- 라이온 킹 2 - 무파사
- 명탐정 코난: 수평선상의 음모 - 현태양
- 명탐정 코난: 진홍의 연가 - 아치와 켄스케
- 미녀와 야수 - 해설
- 아틀란티스: 잃어버린 제국 - 휘트모어
- 엘도라도 - 추장 타나보(에드워드 제임스 올모스)
- 포카혼타스 - 포우하탄

### 특수촬영 드라마
- 가면라이더 오즈(챔프) - 해설 / 고강인
- 파워레인저 닌자포스(대원방송) - 이호천

### 외화

#### 전담 배우
숀 코너리
- 더 록(KBS, MBC, SBS) - 메이슨
- 장미의 이름(SBS) - 윌리엄
- 숀 코너리의 함정(KBS) - 폴
- 오리엔트 특급 살인(97년 더빙판/KBS) - 애버스넛
- 007 다이아몬드는 영원히(MBC) - 제임스 본드
- 007 네버 세이 네버 어게인(MBC) - 제임스 본드
- 드래곤하트(KBS) - 용 목소리
- 젠틀맨 리그(MBC) - 앨런 쿼터메인
- 붉은 10월(KBS) - 마크 레이스
- 파인딩 포레스터(SBS) - 윌리엄 포레스터
- 인디아나 존스3(KBS, MBC) - 헨리 존스
- 아웃랜드(KBS) - 오닐
- 하이랜더(KBS) - 라미레즈
- 하이랜더 2(SBS) - 라미레즈
- 어벤저(SBS) - 어거스트 경
- 라이징 선(95년 더빙판/MBC) - 존 코너
- 로빈 후드: 도둑들의 왕자(MBC) - 사자왕 리처드
- 엔트랩먼트(MBC) - 맥
- 카멜롯의 전설(MBC) - 아서왕

폴 뉴먼
- 폴 뉴먼의 평결(KBS) - 갤빈
- 스팅(KBS) - 곤도프
- 허드서커 대리인(KBS) - 시드니 마스버거
- 병 속에 담긴 편지(KBS) - 다지
- 진실의 두 얼굴(SBS) - 갤리거
- 트와이라잇(MBC) - 해리

앨버트 피니
- 윈스턴 처칠의 폭풍전야(KBS) - 윈스턴 처칠
- 에린 브로코비치(KBS) - 에드 변호사
- 빅 피쉬(KBS) - 노인 에드워드 블룸
- 본 얼티메이텀(KBS) - 앨버트 허시

도날드 서덜랜드
- 대지의 기둥(KBS) - 바솔러뮤
- 스페이스 카우보이(KBS) -  제리
- 이별의 여섯단계(KBS) - 플랜
- 커맨더 인 치프(KBS) - 네이선 템플턴 하원의장
- 타임 투 킬(KBS) - 루선

찰턴 헤스턴
- 벤허(KBS, SBS) - 벤허
- 북경의 55일(SBS) - 루이스 소령
- 십계(KBS, MBC) - 모세
- 엘 시드(KBS) - 엘 시드
- 왕자와 거지(KBS) - 헨리 8세

게리 쿠퍼
- 누구를 위하여 종은 울리나(TBC, MBC) - 로버트 조던
- 우정있는 설복(KBS) - 제스
- 하이눈(MBC, KBS) - 케인
- 서부의 사나이(TBC) - 링크 존스

말론 브란도
- 대부 (90년 더빙판/MBC, KBS) - 비토 콜레오네
- 지옥의 묵시록(2004년 더빙판/KBS) - 커츠 대령
- 프리 머니(KBS) - 소렌슨

존 보이트
- 미션 임파서블(MBC) - 짐 펠프스
- 아나콘다(MBC) - 샤론
- 트랜스포머(KBS) - 존 켈러 국방장관

토미 리 존스
- 도망자(SBS) - 제라드
  - 도망자 2(SBS) - 제라드
- 배트맨 포에버(SBS) - 하비
- 언더시즈(SBS) - 빌리
- 의뢰인(SBS) - 폴 트리그 검사

잭 니콜슨
- 사랑할 때 버려야 할 아까운 것들(SBS) - 해리
- 어바웃 슈미트(KBS) - 워런(슈미트)
- 화성침공(SBS) - 제임스 데일 대통령, 아트 데일

버트 랭커스터
- OK목장의 결투(KBS) - 와이어트 어프
- 에어포트(TBC, KBS) - 멜
- 카산드라 크로싱(SBS) - 스티븐 매켄지 대령

그레고리 펙
- 마켄나의 황금(KBS) - 샘 마켄나
- 로마의 휴일(88년 더빙판/KBS) - 조 브래들리
- 천국의 열쇠(KBS) - 프란시스 치셤
- 나바론의 요새(KBS) - 멀로리 대령
- 잔혹한 음모(SBS) - 멩겔레

#### 드라마
- A 특공대(KBS) - 한니발(조지 페퍼드)(나중)
- 그레이 아나토미(KBS) - 리처드 웨버(제임스 피킨스 주니어)
- 로즈 레드(KBS) - 밀러 교수(데이빗 듀크스)
- V(KBS) - 맥스웰 박사(마이클 더렐)
- 전격 Z 작전(KBS) - 데본(에드워드 멀헤어)
- 스필버그의 어메이징 스토리(KBS)
- 돌아온 제5전선(KBS) - 짐 펠프스(피터 그레이브스)
- 케빈은 12살(KBS) - 케빈 아빠
- 천사의 미소(KBS) - 천사 조나단(마이클 랜던)
- 텍사스 레인저(MBC) - 텍사스 레인저 코델 워커(척 노리스)
- 삼국지(KBS) - 해설
- 회색게임(MBC) - 시어도어 호프먼(대니얼 벤잘리)
- 와신상담(EBS) - 해설
- 오펀 블랙(KBS) - 리키(맷 프루어)
- 트윈 픽스(KBS) - 윌 헤이워드(워렌 프로스트)
- 브렉시트: 치열한 전쟁 (KBS) - 존 밀스(니콜라스 데이)
- 문나이트 - 콘수(F. 머리 에이브러햄)

#### 영화
- 슈퍼맨 (85년 더빙판/KBS) - 슈퍼맨 (크리스토퍼 리브)
  - 슈퍼맨 2 (86년 더빙판/KBS) - 슈퍼맨 (크리스토퍼 리브)
- 스타 워즈 에피소드 4: 새로운 희망(KBS) - 오비완(앨릭 기니스)
  - 스타 워즈 에피소드 5: 제국의 역습(KBS) - 오비완(앨릭 기니스)
  - 스타 워즈 에피소드 6: 제다이의 귀환(KBS) - 오비완 케노비(앨릭 기니스)
- 스타 트렉 2: 칸의 분노(MBC) - 커크(윌리엄 샤트너)
- 바람과 함께 사라지다(KBS, SBS) - 레트 버틀러(클라크 게이블)
- 반지의 제왕: 반지 원정대(KBS) - 사루만(크리스토퍼 리)
- 북북서로 진로를 돌려라(MBC) - 로저 손힐(캐리 그랜트)
- 웨딩 크래셔(KBS) - 클리어리 장관(크리스토퍼 워컨)
- 더 콘서트(KBS) - 안드레이 필리포프(알렉세이 구스코프)
- 올 파이어드 업(SBS) - 빅토르(이브 몽땅)
- 스페셜리스트(KBS) - 조 레온(로드 스타이거)
- 딥 임팩트(SBS) - 태너 대위(로버트 듀발)
- 소비버 탈출(SBS) - 레온
- 아마겟돈(KBS) - 댄 트루먼(빌리 밥 손턴)
- 오페라의 유령(KBS) - 피르맹(키어런 하인즈)
- 에어 아메리카(SBS) - 르몬드(켄 젱킨스)
- 니키타(SBS) - 밥(체키 카리오)
- FBI 기동타격대(SBS) - 데이비드 소울(마이크 플래트)
- 카미유 클로델(SBS) - 로댕(제라르 드파르디외)
- 스페이스 카우보이(SBS) - 프랭크 코빈(클린트 이스트우드)
- 에이리언(SBS) - 애시(이언 홈)
- 심판(SBS) - 홀드 변호사(제임스 로바즈)
- 시스터 액트(SBS, KBS) - 빈스(하비 케이틀)
- 체인 리액션(SBS) - 라이만(브라이언 콕스)
- 터미네이터 2(SBS) - 피터 실버먼 (얼 보엔)
- 또다른 탄생(SBS) - 스미스 박사(제임스 가너)
- 사보타지(SBS) - 플렌판트(존 네빌)
- 방세옥(SBS) - 방대인(주강)
- 제이콥의 거짓말(KBS) - 커쉬바움 박사(아민 몰러스틸)
- 언더 시즈 1, 2(KBS) - 톰 브레이커(닉 맨쿠소)
- 미스터리 알래스카(KBS) - 번즈 판사(버트 레이놀즈)
- 알츠하이머 케이스(KBS) - 더 헥(조 드 메이어르)
- 파워 오브 원(KBS) - 박사(아민 뮬러 스탈)
- 샤인(KBS) - 피터 헬프 갓(아민 뮬러 스탈)
- 막을 올려라(KBS) - 로이드(마이클 케인)
- 안소니 짐머(KBS) - 애커만(사미 프레이)
- 부모님이 휴가가던 해(KBS) - 솔로모(게르마노 하이웃)
- 굿바이 만델라(KBS) - 피에터 조단 과장(패트릭 라이스터)
- 타임라인(KBS) - 존스턴 교수(빌리 코널리)
- 더블 로맨스(KBS) - 댄(데니스 파리나)
- 쇼생크 탈출(KBS) - 노튼 감옥소장(밥 건턴)
- 크리스마스 캐럴(KBS) - 스크루지(마이클 케인)
- 데블스 에드버킷(KBS) - 컬런(크레이그 T. 넬슨)
- 스파이더맨(KBS) - 벤(클리프 로버트슨)
- 퀘스트(MBC) - 에드가 도브스(로저 무어)
- 스폰(MBC) - 원 국장(마틴 쉰)
- 콜리야(SBS) - 루카(즈네덱 스베락)
- 레터스 투 줄리엣(KBS) - 로렌초(프랑코 네로)
- 풍운(KBS) - 웅패
- 왕과의 하룻밤(KBS) - 모르드개(존 라이스 데이비스)
- 대통령의 연인(KBS) - 럼슨 의원
- 발리우드 할리우드(KBS) - 수 아버지(쿨부스한 카르반다)
- 토파즈(KBS) - 리코파라
- 브레이브 하트(KBS) - 롱 섕크
- 클리프 행어(KBS, SBS) - 프랭크(랠프 웨이트,KBS), 퀘일런(존 리스고,SBS)
- 키스 오브 드래곤(SBS) - 리차드 반장(체키 카리오)
- 칼리의 열 번째 여름(KBS) - 해설
- 아름다운 시절(KBS) - 카를 오게(프리츠 헬무트)
- 킹스 스피치(KBS) - 조지 5세(마이클 갬본)
- 에블린(KBS) - 코널리(앨런 베이츠)
- 드라큘라 2000(KBS) - 반 헬싱
- 리스본 특급(KBS) - 시몽(리처드 크레나)
- 콰이강의 다리(KBS) - 니컬슨 대령(앨릭 기니스)
- 의문의 실종(MBC) - 에드 호만 (잭 레몬)
- 인썸니아(SBS) - 윌 도머(알 파치노)
- 닥터 지바고(86년 더빙판/KBS) - 지바고(오마 샤리프)
- 닥터 지바고(97년 더빙판/KBS) - 코마로프스키(로드 스테이거)
- 007 나를 사랑한 스파이(KBS) - 스트롬버그(커트 주겐스)
- 진실의 두 얼굴(SBS) - 마이클 콜린 갤러거
- 프레시디오(SBS) - 콜로넬 앨런 캘드웰
- 오션스 일레븐(KBS) - 사울(칼 라이너)
- 엑소시스트2(KBS) - 라몬트 신부(리처드 버턴)
- 인사이더(KBS) - 마이크(크리스토퍼 플러머)
- 3인의 거장이 본 뉴욕인생(KBS)
- 나니아 연대기: 새벽 출정호의 항해 - 에슬란(리엄 니슨)
- 인디아나 존스: 잃어버린 성궤를 찾아서(KBS) - 인디아나 존스(해리슨 포드)
- 프라이멀 피어(KBS) - 존 샤그네시(존 마호니)
- 노트북(KBS) - 듀크(제임스 가너)
- 너티 프로페서(KBS) - 하틀리(제임스 코번)
- 울프(KBS)
- 못 말리는 첩보원(KBS)
- 13번째 전사(KBS) - 멜치시덱 (오마 샤리프)
- 비련의 연인(KBS)
- 컬러 오브 나이트(KBS)
- 시스터 액트2(KBS)
- 할리우드 박사(KBS)
- 로미오와 줄리엣(1997년 더빙판)(KBS) - 로미오의 아버지(안토니오 피에르페데리치)
- 12명의 배심원(KBS) - 배심원장(니키타 미할코프)
- 비투스(KBS) - 할아버지(브루노 간츠)
- 내 마음의 수호천사(KBS) - 대니 삼촌(마이클 리처즈)
- 스컬스(KBS) - 릴튼 (크레이그 T. 넬슨)
- 블랙 라이온(MBC) - 샤터 (척 노리스)
- 탑 독(MBC) - 제이크 (척 노리스)
- 북해유전 특공작전(KBS) - 폭스 (로저 무어)
- 꾸뻬씨의 행복여행(KBS) - 코먼 교수(크리스토퍼 플러머)
- 아이 엠 러브(채널 A) - 에도아르도 시니어(가브리엘레 페르제티)
- 스트리트 나이트(SBS) - 프랭클린(크리스토퍼 님)
- 오명(KBS) - 데블린(케리 그랜트)
- SAS 특공대(KBS) - 국무장관(리차드 위드마크)
- 아라비아의 로렌스(KBS) - 알리 족장(오마 샤리프)
- 젊은 사자들(KBS) - 마이클(딘 마틴)
- 제네비에브(KBS) - 웬디(디나 셰리단)
- 황야의 결투(KBS) - 할러데이(빅터 머추어)
- 잰디의 신부(KBS) - 잰디(진 핵크만)
- 람보(SBS) - 트라우트맨(리차드 크레나)

### 라디오 드라마

#### KBS
그 때 그 사건 (KBS 2라디오) (해설)
소설극장 (KBS 3라디오)
- 2003.10.20 ~ 2005.05.18 황석영 <삼국지> (해설)
- 2011.01.02 ~ 2011.02.13 조정래 <허수아비 춤> (해설)

라디오 극장 (KBS 한민족 방송)
- 2009.04.01 ~ 2009.04.30 이문열 <황제를 위하여> (향토사학자)
- 2009.09.01 ~ 2009.09.30 강인수 <어부의 노래> (이준수)
- 2010.03.01 ~ 2010.03.31 이덕일 <이회영과 젊은 그들> (이회영)
- 2011.10.01 ~ 2011.10.31 한소진 <정의공주> (세종대왕)
- 2015.02.01 ~ 2015.02.28 조정래 <인간 연습> (윤혁)

라디오 독서실 (KBS 2라디오)
- 1999.08.15 노무라 스스무 <일본, 일본인이 두려워한 독한 조센징 이야기> (해설)
- 2000.07.09 이문구 <장곡리 고욤나무> (해설)
- 2002.03.17 박병례 <살다보면> (해설)
- 2003.03.16 조병화 시인의 시 (시 낭송)
- 2003.09.14 박규원 <상하이 올드 데이즈> (고모부)
- 2004.08.22 카타야마 코이치 <세상의 중심에서 사랑을 외치다> (할아버지)
- 2004.12.26 김영무 <초의선사 장의순> (벽봉)
- 2006.11.19 윤대녕 <편백나무 숲 쪽으로> (백부)
- 2008.11.30 이문열 <금시조> (석담)

KBS 무대 (KBS 한민족 방송)
- 2003.01.05 양들의 수다 (양치기 개)
- 2003.01.19 당신의 이름 (명진 부)
- 2003.02.09 뜨거운 꽃 (인범)
- 2003.12.07 이사도라의 선물 (사장)
- 2004.12.26 만남 (왕)
- 2005.05.14 와신불(臥身佛) (무공)
- 2006.10.07 황혼녘의 약속 (아버지)
- 2007.02.17 반가운 매화는 어느 곳에 피었는가 (석운)
- 2007.11.10 마지막 계절 (남편)
- 2008.01.05 실록(實錄), 서사대전(鼠蛇對戰) (스승 쥐)
- 2008.03.29 존경합니다, 총통각하! (이민주)
- 2008.08.16 평양 그리고 뉴욕 (조만수)
- 2008.09.27 무간지옥을 꿈꾸며 (주지스님)
- 2008.11.22 당신의 추억을 삽니다 (장신부)
- 2009.03.07 교수님, 행복하십니까? (이사장)
- 2009.05.16 꽃의 전쟁 (최 노인)
- 2009.05.23 백만번째 사랑 (제우스)
- 2009.10.10 충견(忠犬), 짖다 (국장)
- 2010.01.16 지상에서 영원으로 (역장)
- 2010.02.20 황혼 블루스 (만석)
- 2010.05.29 눈부신 5월의 햇살 속으로 (용섭)
- 2011.01.08 우리 순영이 (하민철)
- 2011.04.23 월정교를 건너며 (한사장)
- 2011.11.26 소년의 바다 (정노인)
- 2012.03.31 부활 (지팡이)
- 2013.08.10 父女(부녀) 이야기	(박진건)
- 2014.03.08 수호석이 되는 시간	(사장)
- 2014.12.13 말 못하는 남자 (노인)

연중기획 <이제, 나는 대한민국 국민입니다> (KBS 한민족 방송)
- 2014.02.28 제02부 우리들의 영원한 동지 황장엽 (해설)

#### EBS
라디오 문학관 (EBS FM)
- 2005.07.04 ~ 2005.07.09 세계 단편소설 50선 - 헤르만 헤세 <데미안> (해설)

EBS 한국 문학선 (EBS FM)
- 2014.09.16 ~ 2014.12.24 현진건 <무영탑> (해설)

라디오 역사 극장 (EBS FM)
- 연기

교과서를 품은 드라마 한국사 (EBS FM)
- 2014.12.01 제01화 단군 한민족의 첫나라 고조선을 열다 (해설)
- 2014.12.02 제02화 고구려의 건국자 주몽 (해설)
- 2014.12.03 제03화 새 땅을 찾아 나선 비류와 온조 (해설)
- 2014.12.04 제04화 알에서 태어난 박혁거세 (해설)
- 2014.12.05 제05화 김수로왕과 허황후 (해설)
- 2014.12.06 제06화 고구려,대제국을 품다 (해설)
- 2014.12.08 제07화 삼국, 불교를 받아들이다 (해설)
- 2014.12.09 제08화 살수대첩의 영웅 을지문덕 (해설)
- 2014.12.10 제09화 신라, 한반도의 새로운 강자 (해설)
- 2014.12.11 제10화 운명을 가른 황산벌 전투 (해설)
- 2014.12.12 제11화 부흥운동과 나당 전쟁 (해설)
- 2014.12.13 제12화 삼국통일을 이룬 김춘추 (해설)
- 2014.12.15 제13화 신라의 보물 만파식적 (해설)
- 2014.12.16 제14화 불교의 꽃을 피운 통일신라 (해설)
- 2014.12.17 제15화 해상왕 장보고 (해설)
- 2014.12.18 제16화 해동성국 발해 (해설)
- 2014.12.19 제17화 흔들리는 통일국가 신라 (해설)
- 2014.12.20 제18화 시대의 풍운아, 궁예와 견훤 (해설)
- 2014.12.22 제19화 한민족의 통일을 이룬 왕건 (해설)
- 2014.12.23 제20화 외손자의 장인이 된 이자겸 (해설)
- 2014.12.24 제21화 거란을 물리친 지략가, 서희 (해설)
- 2014.12.25 제22화 천리장성을 쌓은 강감찬 (해설)
- 2014.12.26 제23화 무신의 나라가 된 고려 (해설)
- 2014.12.27 제24화 삼별초의 항쟁 (해설)
- 2014.12.29 제25화 공민왕 개혁을 꿈꾸다 (해설)
- 2014.12.30 제26화 불심으로 나라를 지키다 (해설)
- 2014.12.31 제27화 정몽주와 이방원 (해설)
- 2015.01.01 제28화 위화도 회군 조선 건국의 분수령 (해설)
- 2015.01.02 제29화 세종대왕 동양의 위대한 군주 (해설)
- 2015.01.03 제30화 수양대군과 계유정난 (해설)
- 2015.01.05 제31화 연산군과 피 묻은 금삼 (해설)
- 2015.01.06 제32화 조광조의 이루지 못한 꿈 (해설)
- 2015.01.07 제33화 이황과 이이 (해설)
- 2015.01.08 제34화 임진왜란 조선에 찾아온 위기 (해설)
- 2015.01.09 제35화 해전의 영웅, 이순신 (해설)
- 2015.01.10 제36화 광해군과 인조반정 (해설)
- 2015.01.12 제37화 병자호란, 남한산성의 항전 (해설)
- 2015.01.13 제38화 효종과 북벌 (해설)
- 2015.01.14 제39화 두 차례의 예송 논쟁 (해설)
- 2015.01.15 제40화 영조, 탕평 정치를 펴다 (해설)
- 2015.01.16 제41화 정조와 수원화성 (해설)
- 2015.01.17 제42화 세도 정치로 신음하는 백성들 (해설)
- 2015.01.19 제43화 조선후기의 문화 변동, 새로운 문화에 눈 뜨다 (해설)
- 2015.01.20 제44화 누구나 양반이 되고 싶었다 (해설)
- 2015.01.21 제45화 삼정의 문란, 난을 부르다 (해설)
- 2015.01.22 제46화 정약용과 박지원 (해설)
- 2015.01.23 제47화 천주교와 동학 (해설)
- 2015.01.24 제48화 고종의 아버지 흥선 대원군 (해설)
- 2015.01.26 제49화 강화도의 항전 신미양요와 병인양요 (해설)
- 2015.01.27 제50화 임오군란 (해설)
- 2015.01.28 제51화 김옥균과 갑신정변 (해설)
- 2015.01.29 제52화 녹두장군 전봉준 (해설)
- 2015.01.30 제53화 서재필, 독립문을 세우다 (해설)
- 2015.01.31 제54화 대한 제국, 자주독립국임을 선언하다 (해설)
- 2015.02.02 제55화 대한의 치욕, 을사늑약 (해설)

다큐 드라마 - 코리안 미러클 (EBS FM) (해설)

#### MBC
1991년 신춘특집 드라마 - 님을 사랑하다 보니 (MBC 표준FM) (황현)
한국경제 오디세이 (MBC 표준FM)
- 2017.07.01 ~ 2018.11.03  (해설)

### 방송
- 동물의 세계(KBS) - 해설(이완호 씨와 같이 활동)
- TV 문학관 -제4회-횃불(KBS) - 해설
- 공주갑부 김갑순(MBC) - 해설
- 독립문(KBS) - 해설
- 인간시대(MBC) - 해설
- 명작의 고향(MBC)
- MBC 베스트셀러극장 -제188회-얼굴 없는 목소리(MBC) - 목소리 출연
- 명작의 무대(MBC) - 해설
- 인현왕후(MBC) - 해설
- 한중록(MBC) - 해설
- 파문(MBC) - 해설
- 이야기 속으로(MBC) - 해설
- 작렬! 정신통일(SBS) - 유도사
- 재밌는TV 롤러코스터(tvN) - 내레이터(남녀탐구생활)
- 찾아라! 맛있는 TV(MBC) - 해설
- 여인천하(SBS) - 해설
- 왕의 여자(SBS) - 해설
- 싱싱 고향별곡(TBC 대구방송) - 내레이션
- 뷰티풀 라이프 (SBS)
- 세계가 보는 한반도 통일 2부(KBS) - 크리스토퍼 힐 전 미국무부 아시아 태평양 차관보
- 놀라운 대회 스타킹(SBS)
- 인수대비(JTBC) - 해설
- 문민정부 5년을 되돌아본다(MBC) - 해설
- 주간 아이돌(MBC every1) - 내레이션
- 나만 믿고 따라와, 도시어부 (채널A) - 내레이션
- 홈런출발(MBC 표준FM) - 진행
- 배한성, 배칠수의 고전열전(MBC 표준FM)

### 예고
- 마이크로 코스모스(MBC)

### 광고
- 잡코리아
- LG화학 - 멀크 HB박스[2]
- LS일렉트릭 - 금성 축열식 전기기기
- 롯데전자 - 롯데매니아, 롯데매니아135
- 대웅제약 - 게므론, 대웅천, 마이탄, 미란타, 베아제, 우루사, 지미신, 지미코, 지미콜, 토롤천 (성우:김종성), 폴리덴트(성우:권희덕), 하이본, 포가놀
- 중앙완전학습
- 후지필름 - 롯데필름(성우:권희덕)
- 제우교역 - 아디다스[3]
- 한국야쿠르트
- 유유산업 - 비나폴로A
- LS네트웍스 - 프로스펙스
- 해태제과
- 한독 - 하이비날S[4]
- 일양약품 - 원비원, 금보청간탕, 원비디, 원비F
- 경향신문
- 광동제약 - 썬키스트 훼미리주스
- 국민일보
- 금성출판사
- 내외경제신문
- 남양유업 - 로젠하임치즈
- 경남제약 - 그렌트
- 삼양식품 - 쌀라면, 쌀라면 육개장(성우:권희덕)
- 세계일보
- 일동제약 - 아로나민골드
- CJ제일제당 - 홍삼원
- 팔도 - 장라면
- 금호타보레자전거
- SK매직 - 정수기
- 삼성카드 - 삼성위너스카드 (성우:박윤아)
- 롯데월드민속관
- 동아오츠카 - 로얄디포르테
- 현대자동차 - 신할부제도, 포니엑셀
- 참존화장품
- 롯데리아 - 오징어버거, 크랩버거
- 공익광고협의회 - 물가안정, 대식가, 한강시리즈 1~2, 4~5, 7~8편, 유해환경추방[5]
- 종근당 - 사리돈, 몰톤S

### 지역 광고
- 진미식품 - 진미메주고추장
- 비락 - 산정우유
- 청주시청 - 청원 생명쌀(라디오광고)

### M/V
- 써니힐 - 베짱이찬가

### 게임
- 갓 오브 워 2 - 제우스
- 스타크래프트 - 제라드 듀갈
- 에이지 오브 미쏠로지 - 오디세우스 / 제사장
- 건담전기 - 레빌
- 진 삼국무쌍 2 - 나레이션